# سیارک ۱۷۸۳۶
| محور نیمه بزرگ ( a )     | 403.919 × 10 6 کیلومتر (2.70 AU ) |
| Perihelion ( q )         | 350.064 × 10 6 کیلومتر (2.34 AU ) |
| آفلیا ( س )              | 456.279 × 10 6 کیلومتر (3.05 AU ) |
| خارج از مرکز بودن ( e )  | 0.13                              |
| دوره انقلاب ( P rev )    | ~ 1618 د (4.43 )                  |
| شیب ( من )               | 13.2 درجه                         |
| طول گره صعودی ( Ω )      | 18.5 درجه                         |
| استدلال Perihelion ( ω ) | 111.3 درجه                        |
| ناهنجاری متوسط ( M 0 )   | 20.8 درجه                         |
| دسته بندی                | سیارک کمربند اصلی                 |

| قدر مطلق ( H ) | 14.1 |

| تاریخ دار    | 25 آوریل 1998 |
| کشف شده توسط | LONEOS        |
| محل          | اندرسون مسا   |
| تعیین        | 1998 HT50     |

سیارک ۱۷۸۳۶ (به انگلیسی: 17836 Canup، نامگذاری:1998HT50) هفده هزار و هشتصد و سی و ششمین سیارک کشف شده‌است که در ۲۵ آوریل ۱۹۹۸ کشف شد.
قدر مطلق سیارک برابر ۱۸.۶ است.

## شرح
(17836) کانوپ یک سیارک  در کمربند اصلی سیارک است. در کشف شد25 آوریل 1998به اندرسون مسا از طریق برنامه LONEOS . دارای مداری است که با محور نیمه اصلی 2.70 AU ، مرکز گریز از مرکز 0.13 و شیب 13.2 درجه نسبت به دایره البروج مشخص می شود  .